# Ces amours-là
Pour plus de détails, voir Fiche technique et Distribution.
Ces amours-là est un film français réalisé par Claude Lelouch, sorti le 15 septembre 2010 au cinéma.

## Synopsis
Le destin flamboyant d'une femme, Ilva, qui, sa vie durant, a placé ses amours au-dessus de tout et se les remémore au rythme d'un orchestre symphonique. Dans cette fresque romanesque, Ilva incarne tous les courages et les contradictions d'une femme libre. Et si ce n'était pas Dieu qui avait créé la femme mais chaque homme qu'elle a aimé ?

## Fiche technique
- Titre : Ces amours-là
- Réalisateur : Claude Lelouch
- Scénario : Claude Lelouch et Pierre Uytterhoeven
- Décors : François Chauvaud
- Costumes : Catherine Gorne-Achdjian
- Photographie : Gérard de Battista
- Son : Harald Maury
- Montage : Stéphane Mazalaigue
- Ingénieur du son Harald Maury
- Musique : Francis Lai et Laurent Couson
- Production exécutive : Jean-Paul de Vidas
- Production déléguée : Claude Lelouch, François Kraus et Denis Pineau-Valencienne
- Production associée : Adrian Sarbu
- Coproduction : France 3 Cinéma et Orange Studio
- Sociétés de production : Les Films 13 et Les Films du Kiosque
- Société de distribution : Rezo Films
- Pays d’origine :  France
- Langue originale : français
- Format : couleur — 35 mm — 2,35 : 1 — son Dolby DTS
- Genre : comédie dramatique
- Durée : 120 minutes
- Dates de sortie :
  - Russie : 17 juin 2010 (Festival international du film de Moscou)
  - France : 15 septembre 2010

## Distribution
- Audrey Dana : Ilva Lemoine
- Laurent Couson : Simon, le pianiste avocat
- Dominique Pinon : Maurice Lemoine, le projectionniste
- Raphael : Le premier et dernier amour
- Samuel Labarthe : Horst, le bel allemand
- Jacky Ido : Bob, le boxeur
- Gilles Lemaire : Jim Singer
- Judith Magre : la mère du pianiste
- Liane Foly : La chanteuse des rues
- Massimo Ranieri : le chanteur du camp
- Zinedine Soualem : L'accordéoniste
- Charles Denner : le père de Simon (images d'archive)[1]
- Anouk Aimée : Madame Blum
- Salomé Lelouch : Salomé Blum
- Sabaya Lelouch : Sabaya Blum
- Boaz Lelouch : Coco 7 ans
- Sachka Lelouch : Coco 19 ans
- Valérie Perrin : La mère de Coco
- Gisèle Casadesus : Ilva en 2010
- Christine Citti : L'empoisonneuse
- Boris Ventura-Diaz : Le barman du Black & White
- Lise Lamétrie : Madame Dubois, la concierge
- Karine Dubernet : La directrice du cinéma
- Anggun : Anggun
- Sînziana Nedin : l'amie 1
- Ingrid Bișu : l'amie 2

## Box-office
| Pays ou région | Box-office      | Date d'arrêt du box-office | Nombre de semaines |
| -------------- | --------------- | -------------------------- | ------------------ |
| France         | 258 261 entrées | 5 octobre 2010             | 3                  |

## Sélections
- 2010 : Festival international du film de Moscou